# خط عرض 46° جنوب

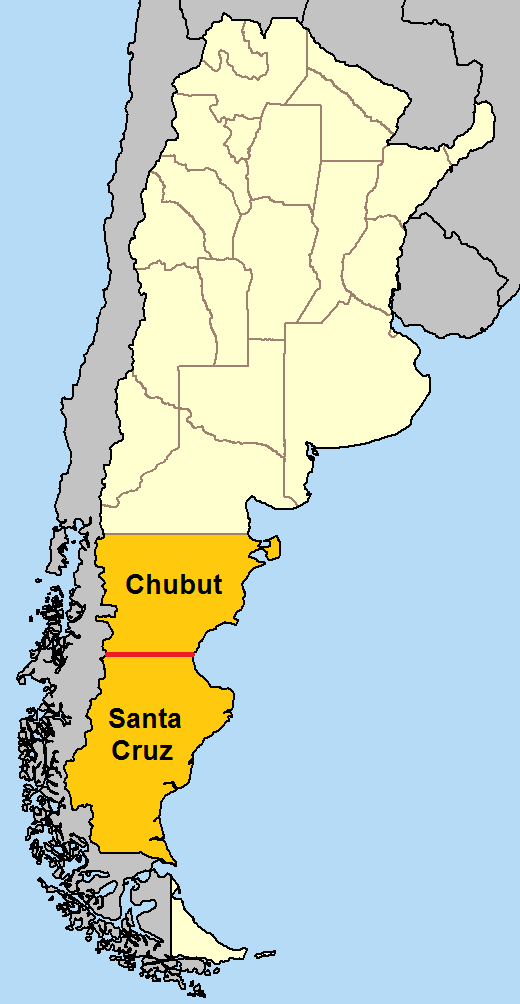
الأرجنتين و تشيلي تتقاطعان على الخط

خط عرض 46° جنوب هي إحدى دوائر العرض الجغرافية، وهي دوائر وهمية تحيط بالكرة الأرضية، وموازية لخط الاستواء، وتتميز هذه الدائرة بأن الأراضي الواقعة عليها تنتمي للمنطقة المعتدلة الباردة.

## حول العالم
خط عرض 46° جنوب يبدأ من خط الزوال الأولي ويتجه شرقا ويمر عبر:
| الإحداثيات                           | البلد أو الإقليم أو البحر | ملاحظات                                                                                              |
| ------------------------------------ | ------------------------- | --- |
| 46°0′S 0°0′E / 46.000°S 0.000°E      | المحيط الأطلسي            | |
| 46°0′S 20°0′E / 46.000°S 20.000°E    | المحيط الهندي             | Passing between Île aux Cochons وÎlots des Apôtres in the جزر كروزيت, أراض فرنسية جنوبية وأنتارتيكية |
| 46°0′S 147°0′E / 46.000°S 147.000°E  | المحيط الهادئ             | بحر تسمان                                                                                            |
| 46°0′S 166°26′E / 46.000°S 166.433°E | نيوزيلندا                 | الجزيرة الجنوبية (نيوزيلندا), مرورا بجنوب the city of دنيدن                                          |
| 46°0′S 170°15′E / 46.000°S 170.250°E | المحيط الهادئ             | |
| 46°0′S 75°2′W / 46.000°S 75.033°W    | تشيلي                     | |
| 46°0′S 71°38′W / 46.000°S 71.633°W   | الأرجنتين                 | The parallel approximately defines the border between تشوبوت (محافظة) ومحافظة سانتا كروز (الأرجنتين) |
| 46°0′S 67°35′W / 46.000°S 67.583°W   | المحيط الأطلسي            | |